# Jeffrey C. Alexander
Jeffrey C. Alexander es un destacado sociólogo y profesor estadounidense que ha contribuido notablemente en la sociología contemporánea; particularmente en la sociología cultural. También es considerado como una referencia necesaria del "neofuncionalismo" en sociología. 

## Trayectoria
Nació el 30 de mayo de 1947. Alexander obtuvo su BA de Harvard en 1969 y su PhD de la Universidad de California, Berkeley en 1978. Originalmente estaba interesado en la sociología marxista y trabajó con Fred Block. Más tarde trabajó con Neil Smelser, Robert Bellah y Leo Löwenthal, siendo Robert Bellah, un antiguo alumno de Talcott Parsons. La disertación de doctorado de Alexander, "Lógica teórica de la sociología" se publicó como un conjunto de cuatro volúmenes. El volumen 1 fue subtitulado Positivismo, presuposiciones y controversias actuales, el Volumen 2 fue Los antimonios del pensamiento clásico: Marx y Durkheim, el Volumen 3 fue El intento clásico de síntesis teórica: Max Weber, y el Volumen 4 fue subtitulado La reconstrucción moderna del pensamiento clásico: Talcott Parsons. En ese momento, muchos teóricos intentaban revivir a Parsons después de una década de críticas, y la Lógica Teórica de la Sociología de Alexander era parte de este avivamiento.
Trabajó en la Universidad de California, Los Ángeles, desde 1974 hasta que se incorporó a la Universidad de Yale en 2001, donde (a partir de 2008) es el profesor de Sociología de la cátedra Lillian Chavenson Saden y codirector del Centro de Sociología Cultural.
Alexander es autor o coautor de diez libros. Fue uno de los editores de la revista Sociological Theory, y actualmente es coeditor del "American Journal of Cultural Sociology".
Recibió doctorados honorarios de la Universidad La Trobe, de Melbourne y del University College Dublin, Irlanda. En 2004, ganó el Premio Clifford Geertz al Mejor Artículo en Sociología Cultural y en 2008, ganó el Premio Mary Douglas al Mejor Libro en Sociología Cultural. También recibió el Premio de Teoría 2007 de la Sección de Teoría de la Asociación Americana de Sociología como mejor artículo teórico. En 2009, recibió el Premio de la Fundación Mattei Dogan en Sociología por la Asociación Internacional de Sociología, otorgado cada cuatro años en reconocimiento de los logros de toda la vida a "un erudito de muy alto rango en la profesión y de excelente reputación internacional".
Los alumnos notables de Jeffrey Alexander incluyen a Ronald Jacobs, Philip Smith, Isaac Reed, Matthew Norton, y Elizabeth Breese.
Es autor de libros tales como Los significados de la vida social: Una sociología cultural, Trauma cultural e identidad colectiva o Teorías sociológicas desde la Segunda Guerra Mundial. Este último, ha sido ampliamente usado en las escuelas de sociología estadounidenses, latinoamericanas y algunas europeas (principalmente españolas) para entender bajo qué condiciones el funcionalismo estadounidense logró dominar los paradigmas sociológicos contemporáneos. Sus estudios tienen como base la estimación comparativa, lo que ha sido de enorme utilidad para comprender los fenómenos de transculturación en Estados Unidos o, en el área propiamente de la teoría sociológica, entender las síntesis de Talcott Parsons desde una visión contemporánea. Uno de sus aportes para la definición de un "programa fuerte" de la sociología contemporánea, es su visión sobre la cultura y la relación que guarda con la realidad social, esto es, el papel de la cultura y las mediaciones simbólicas en la época actual, caracterizada por su complejidad. Para Alexander la cultura y la sociedad son un binomio indisoluble y a partir de este ha creado un nuevo modelo sociológico.
En mayo de 2014 el profesor Alexander lideró un encuentro de expertos en periodismo organizado por el Social Trends Institute y celebrado en Barcelona. El encuentro trató la llamada "crisis del periodismo" y el poder cultural y social de éste. En una entrevista al periódico La Vanguardia, Alexander se mostraba optimista sobre la situación de los medios y la viabilidad de la prensa escrita.

## Neofuncionalismo
En sociología, el neofuncionalismo representa un renacimiento del pensamiento de Talcott Parsons por Jeffrey C. Alexander, que ve el neofuncionalismo teniendo 5 tendencias centrales:
- para crear una forma de funcionalismo que sea multidimensional e incluya niveles de análisis micro y macro
- empujar el funcionalismo hacia la izquierda y rechazar el optimismo de Parsons sobre la modernidad
- argumentar a favor de un impulso democrático implícito en el análisis funcional
- para incorporar una orientación de conflicto
- para enfatizar la incertidumbre y la creatividad interaccional.

Si bien Parsons siempre consideró a los actores como conceptos analíticos, Alexander define la acción como el movimiento de personas concretas, que viven y respiran a medida que se abren camino a través del tiempo y el espacio. Además, argumenta que cada acción contiene una dimensión de libre albedrío, mediante la cual expande el funcionalismo para incluir algunas de las preocupaciones del interaccionismo simbólico.

## Sociología cultural
A partir de finales de la década de 1980, el trabajo de Alexander se volvió hacia la sociología cultural. La clave de este giro cultural fue un cambio en el énfasis de un compromiso con el funcionalismo estructural Parsoniano hacia una relectura de las obras posteriores de Emile Durkheim, que mostraron un gran interés en los sistemas culturales. Las formas elementales de vida religiosa de Durkheim fueron clave para el pensamiento de Alexander, ya que en este trabajo Durkheim analiza las formas en que surgen y funcionan las representaciones colectivas, así como el papel de los rituales para mantener la solidaridad y reiterar las normas y valores de la sociedad a la congregación. Alexander retoma específicamente la sugerencia de Durkheim de que los procesos religiosos observados en las sociedades tribales son muy pertinentes en las sociedades modernas. Independientemente de si las sociedades modernas se consideran racionales o laicas, su vida y sus procesos civiles, afirma Alexander, se basan en representaciones colectivas, fuertes lazos emocionales y diversas narrativas que, al igual que las sociedades tribales, le dicen a la sociedad lo que cree que es y qué valores considera sagrados.
Alexander distingue entre la sociología de la cultura y la sociología cultural. La sociología de la cultura ve la cultura como una variable dependiente, es decir, producto de factores extraculturales como la economía o la política cargada de intereses, mientras que la sociología cultural considera que la cultura tiene más autonomía y le da más peso a los significados internos. En otras palabras, en la concepción de sociología cultural de Alexander se asume que las ideas y los procesos simbólicos pueden tener un efecto independiente sobre las instituciones sociales, sobre la política y sobre la cultura misma. Alexander distingue con fuerza esta perspectiva sociológica del marco sociológico Bourdieusiano dominante entonces, que tiende a ver los procesos culturales incrustados en las luchas de poder, y finalmente en la desigualdad material.

### Trauma cultural
Dos de sus artículos anteriores pueden verse como precursores de su compromiso más directo con el tema del trauma. En uno, demuestra que el Holocausto no fue inmediatamente percibido como el mal universal que significa universalmente para las sociedades occidentales. En lugar de eso, fue construido como tal a través de un largo proceso de narración y significado. En el segundo, muestra que la crisis del Watergate originalmente no fue percibida por la sociedad estadounidense como mucho más que un incidente menor. Aquí, también, el incidente tuvo que ser narrado culturalmente y construido como un compromiso de los valores centrales de la sociedad estadounidense, convirtiendo lo que primero se pensó como un falso paso en un escándalo en toda regla. Una afirmación clave de ambos estudios es que incluso los eventos que actualmente se consideran profundamente traumáticos para la sociedad civil no son inherentemente devastadores, sino que se construyen como tales a través de procesos culturales.
De manera más general, Alexander diferencia el "trauma cultural" de lo que él llama "trauma laico" en el pensamiento social. "Trauma laico" se refiere a la idea de que ciertos eventos son intrínsecamente traumáticos para las personas que los experimentan, por ejemplo, la idea del trauma en la psicología. Sin embargo, el enfoque del "trauma cultural" no puede suponer que cualquier evento -por terrible que sea- se convertirá en un trauma para el colectivo que se lo encuentre. Como explica Alexander, "el trauma ocurre cuando los miembros de una colectividad sienten que han sido sometidos a un evento horrendo que deja marcas indelebles en la conciencia de su grupo, marcando sus recuerdos para siempre y cambiando su identidad futura de manera fundamental e irrevocable".

### Actuación social
A mediados de la década de los 2000, Alexander dirigió la atención hacia la forma en que los actores crean representaciones sociales o culturales, que son "los procesos sociales por los cuales los actores, individualmente o en concierto, muestran a otros el significado de su situación social". Los actores, alega Alexander, se preocupan profundamente por hacer que los demás crean los significados que intentan transmitir, y con este fin buscan crear una actuación lo más auténtica posible. Para ello, se involucran en lo que Alexander llama "pragmática cultural" y se basan en los diversos elementos de la actuación social: los sistemas de representación colectiva, medios de producción simbólica, arreglos de puesta en escena (muy parecidos a una producción teatral).
Alexander afirma que en las sociedades tribales los diversos elementos del rendimiento cultural se fusionaron estrechamente, y se emplearon en rituales colectivos en los que la tribu entera participó y sus miembros experimentaron de primera mano. En las sociedades modernas, estos diversos elementos se fusionaron (según la diferenciación de esferas de Weber) y por esta razón los actores que desean aparecer como auténticos deben recurrir a varios repertorios. "Fusion", en términos de Alexander, es el momento de una actuación cuando los diversos elementos juntos generan una actuación efectiva y, en última instancia, llevan a la audiencia a la identificación psicológica con los actores. Una actuación fallida será una que la audiencia percibirá como inauténtica, y no desarrollará el sentido de identificación que los actores desean.

### Conciencia icónica
En los últimos años, Alexander ha dirigido la atención hacia los aspectos materiales de la cultura, extendiendo su línea específica de sociología cultural hacia la estética y particularmente a los iconos. Como él lo define, la conciencia icónica ocurre "cuando una materialidad de forma estética significa valor social. El contacto con esta superficie estética, ya sea por la vista, el olfato, el gusto o el tacto, proporciona una experiencia sensual que transmite significado... ". En contraste con varias sociologías de la cultura que han tendido a ver lo visual o lo material como una forma de falsedad o degradación, Alexander recurre a la noción durkheimiana de la representación colectiva simbólica para argumentar que las formas en que opera la cultura, tanto al inculcar y al recrear valores, están intrínsecamente ligadas a formas materiales simbólicas.
Los estudios que siguen el enfoque de Alexander han considerado, por ejemplo, que las formas en que la arquitectura están insertas en una estructura de significado profundo y tiene una profunda resonancia emocional con la sociedad que las frecuenta. Otros han extendido la idea de la conciencia icónica al ámbito de las celebridades, y han explorado las formas en que las celebridades presentan una atractiva "imagen" estética y, por otra parte, condensan y transmiten un locus de significados "profundos" que resuenan en la audiencia.

### Revoluciones performativas
Después de la revolución egipcia, Alexander realizó un estudio de los meses revolucionarios desde un punto de vista sociológico cultural, aplicando algunas de sus teorías anteriores para comprender las formas en que las protestas de los manifestantes, periodistas, blogueros y actores públicos finalmente persuadieron al ejército egipcio a volverse contra el régimen. La clave para entender la revolución, afirma Alexander, está en la estructura binaria que estos diversos actores aplicaron al régimen de Moubarak, considerándolo como corrupto y obsoleto y convenciendo al público en general de que era una amenaza para la sociedad egipcia.